# قمة مجالس الأجندة العالمية
قمة مجالس الاجندة العالمية هي أكبر ملتقى عالمي لأبرز الباحثين والمفكرين للنقاش والتحاور حول مستقبل قضايا التنمية والتطوير والحلول المبتكرة لمواجهة التحديات التي تعيق خدمة الإنسانية 